# 리청구 (지난시)

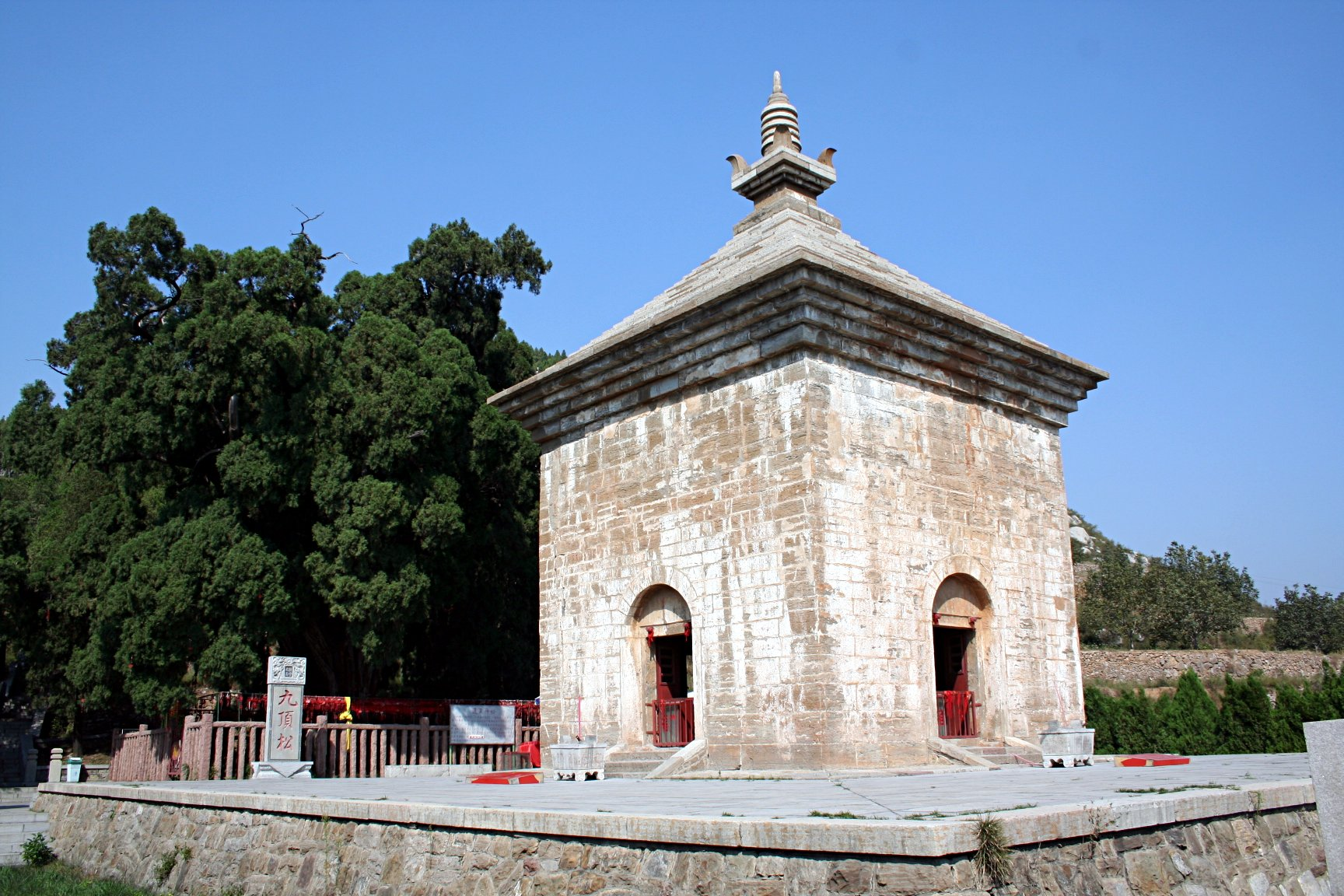

리청구(한국어: 역성구, 중국어: 历城区, 병음: Lìchéng Qū)는 중화인민공화국 산둥성 지난시의 현급 행정구역이다. 넓이는 1,669km2이고, 인구는 2007년 기준으로 160,000명이다.
지난 야오창 국제공항이 야오창 진(遥墙镇)에 위치한다.

## 행정 구역
6개 가도, 11개 진을 관할한다.
- 가도: 山大路街道 , 洪家楼街道 , 东风街道 , 全福街道 , 孙村街道 , 巨野河街道
- 진: 仲宫镇 , 港沟镇 , 柳埠镇 , 郭店镇 , 董家镇 , 唐王镇 , 遥墙镇 , 王舍人镇 , 华山镇 , 西营镇 , 彩石镇